# Данакилска пустиња
Данакилска пустиња или пустиња Данакил се налази у Африци, односно североисточном делу Етиопије, јужној Еритреји и у већем делу Џибутија.
Смештена је у Афарској (Данакилској) депресији, где се налази и језеро Асал, најнижа тачка Африке (– 155 м). Позната је по активним вулканима и рудницима соли. Народ који живи у овој области су Афари (Данакили). Пустињом лутају крда афричког дивљег магарца, гревијеве зебре, орикса и других животиња.